# المطاردة تركي (مسلسل)
مسلسل التركي المطارد بتركي Kollama يعتبر المسلسل أحد أشهر الأعمال الفنية التركية، وهو من إنتاج عام 2008 

## قصة المسلسل
مسلسل بوليسي مثير، يحكي عن الجهود التي يبذلها مربي عائلة، «نجيب آمر» من أجل الحفاظ على توازن بين حبه لزوجته وأولاده وبين القيام بأداء عمله على أكمل وجه، وعن انجراف ضابط البوليس، الشاب الوسيم إلى طريق مسدود اثر كل قصة حب فاشلة. كما ينقل إلى الشاشة وبكل وضوح اللحظات المشحونة عاطفياً التي يعيشها «نجيب» بسبب معاناته من فقدان زوجته، وكيفية تعامله مع أولاده الذين فقدوا أمهم وما ترتب على ذلك من ثورة ولوم موجه لأبيهم.

### نجوم المسلسل
- لممثلين : المسلسل

Orhan Biyikli ، اورهان بييكلي في دور غيس
Erkan Kilic إيركن كيليك في دورممدوح
Osman Kot عثمان كوت في دور
محمد اوزكو بدور نجيب
- الممثلات :

يلز شار في دور مليكة
ايجن تويون في دور حليمة
ايليف هازر ليلى

## معلومات عن المسلسل
تصنيف المسلسل: أكشن - جريمة
الكاتب والمخرج: Cemile Karadas سيميل كاراداس
تاريخ إنتاج المسلسل: 10 شباط 2008